# Le Garçon et l'Univers
Le Garçon et l'Univers (Boy Swallows Universe) est une série télévisée australienne, diffusée depuis le 11 janvier 2024 sur Netflix.
Il s'agit de l'adaptation du roman semi-autobiographique du même nom de Trent Dalton (en),.

## Synopsis
Dans les années 80, un jeune garçon d'une banlieue de Brisbane est confronté aux dures réalités de la vie, ainsi qu'aux dangers imminents qui menacent sa famille.

## Distribution
- Travis Fimmel (VF : Alexis Victor) : Lyle Orlik
- Simon Baker (VF : Thierry Ragueneau) : Robert Bell
- Phoebe Tonkin (VF : Sandra Valentin) : Frances « Frankie » Bell
- Felix Cameron (VF : Rémi Gutton) : Eli Bell
  - Zac Burgess : Eli Bell âgé
- Lee Tiger Halley (VF : Tom Trouffier) : Gus Bell
- Bryan Brown (VF : Patrick Pellegrin) : Slim Halliday
- Anthony LaPaglia (VF : Michel Dodane) : Tytus Broz
- Sophie Wilde (VF : Amélia Ewu) : Caitlyn Spies
- Christopher James Baker (VF : Raphaël Cohen) : Ivan Kroll
- HaiHa Le (VF : Jade Phan-Gia) : Bich Dang
- Deborah Mailman (VF : Daria Levannier) : Poppy Birkbeck
- Ben O’Toole (VF : Thibaut Lacour) : Teddy Kallas
- Emily Eskell (VF : Aurélie Vigent) : PC Daley
- Zachary Wan (VF : Luca Garzo) : Darren Dang
- Millie Donaldson : Shelly Huffman à 17 ans
  - Eloise Rothfield (VF : Valérie Bescht) : Shelly Huffman à 13 ans
- Matthew Knight : Boggo Road Jail
- Isaac Strutt-Stevens : Christopher
- Drew Matthews : Titch
- Peter Phan : Tony Leung

## Épisodes
1. Entre taupes et rats (Boy Smells Rat)
2. Une famille respectable (Boy Gets Chop)
3. Urgence (Run Boy Run)
4. Papa perdu (Boy Loses Dad)
5. Fugue de nuit (Boy Takes Flight)
6. Recherche d'emploi (Boy Seeks Work)
7. Finir en beauté (Boy Meets End)